# Jan Paweł Lenga
Jan Paweł Lenga MIC (ur. 28 marca 1950 w Gródku Podolskim) – radziecki, kazachski i polski duchowny rzymskokatolicki, marianin, arcybiskup ad personam, administrator apostolski Kazachstanu w latach 1991–1999, biskup diecezjalny Karagandy w latach 1999–2011, od 2011 biskup senior diecezji Karaganda.

## Życiorys
Urodził się w rodzinie Polaków, w Gródku Podolskim. W 1974 roku, w związku z odkrytym w sobie powołaniem kapłańskim, wyjechał na Łotwę, gdzie pracował jako robotnik na kolei, a raz w tygodniu jeździł do zakonnika ze Zgromadzenia Księży Marianów, odbywając w ten sposób roczny nowicjat. Z Łotwy przeniósł się do Kowna na Litwie, gdzie istniało jedno z dwóch w całym Związku Radzieckim seminariów duchownych. Podczas pobytu w Kownie pracował w lokalnym muzeum. W tajemnicy ukończył seminarium i przyjął święcenia kapłańskie 28 maja 1980 r. potajemnie z rąk bpa Vincentasa Sladkeviciusa. We wrześniu 1980 został wysłany przez przełożonych do Tadżykistanu – jednak w 1981 KGB nakazało mu opuścić ten region. W związku z tym, w 1981 przybył do Tajynszy w Kazachstanie, gdzie posługę duszpasterską pełnił przez 10 lat.
13 kwietnia 1991 r. papież Jan Paweł II mianował go administratorem apostolskim dla Kazachstanu i Azji Środkowej i biskupem tytularnym Arbi. Święcenia biskupie otrzymał 26 maja 1991 (wg niektórych źródeł 28 maja). Głównym konsekratorem był arcybiskup Francesco Colasuonno – przedstawiciel Stolicy Apostolskiej w ZSRR, a współkonsekratorami Jan Olszański – biskup diecezjalny kamieniecki i biskup Tadeusz Kondrusiewicz – administrator apostolski dla katolików obrządku łacińskiego w europejskiej części Rosji.
7 lipca 1999 papież Jan Paweł II mianował go biskupem diecezjalnym diecezji karagandzkiej. W 2003, gdy przeprowadzono reorganizację struktur Kościoła Katolickiego w Kazachstanie, ta została podporządkowania metropolii w Astanie, jednak jednocześnie, jako pierwszy biskup Kazachstanu, został wyniesiony do godności arcybiskupa ad personam. W dniu 5 lutego 2011 papież Benedykt XVI przyjął jego rezygnację z urzędu. Po przejściu na emeryturę wyjechał z Kazachstanu i zamieszkał w Polsce, w domu księży marianów w Licheniu Starym.
Był współkonsekratorem podczas sakry administratora apostolskiego w Ałmaty Henry’ego Theophilusa Howanieca, administratora apostolskiego Kirgistanu Nikolausa Messmera i biskupa pomocniczego karagandzkiego Athanasiusa Schneidera.
12 grudnia 2018 roku premierę miała jego książka pt. Przerywam zmowę milczenia. O kryzysie w Kościele, herezji, apostazji i grzechach zaniedbania, wydanej nakładem Wydawnictwa św. Tomasza z Akwinu. Zbigniew Nosowski (redaktor katolickiego kwartalnika „Więź”), uznając, że abp Lenga notorycznie publicznie obraża papieża Franciszka, we wrześniu 2019 roku wysłał do nuncjatury apostolskiej w Warszawie swój artykuł „wraz z prośbą o wyjaśnienie statusu kanonicznego i przyszłości biskupa rzymskokatolickiego, który w liturgii nie wymienia imienia urzędującego papieża i publicznie twierdzi, że uważa obecnego biskupa Rzymu za uzurpatora i heretyka”. W styczniu 2020 roku rzecznik Konferencji Episkopatu Polski wydał komunikat potwierdzający, iż abp Lenga nie jest członkiem Episkopatu Polski, i wyrażający ubolewanie w odniesieniu do wystąpień arcybiskupa w środkach społecznego przekazu, które wprowadzają wiernych w błąd. 
Od 2011 roku przebywa w klasztorze księży marianów w Licheniu Starym – miejscu wskazanym przez Stolicę Apostolską. Od 2020, decyzją biskupa włocławskiego Wiesława Meringa, ma powstrzymać się od głoszenia kazań i publicznego przewodniczenia liturgii oraz wypowiadania się dla mediów na terenie diecezji włocławskiej. Przez wielu komentatorów i publicystów (Tomasza Terlikowskiego, ks. Tadeusza Isakowicza-Zaleskiego czy Krystiana Kratiuka) decyzja ta została uznana za bezpodstawną, gdyż arcybiskup kanonicznie podlega jedynie Stolicy Apostolskiej, zaś sam zakaz obejmuje wyłącznie diecezję włocławską. Włocławska kuria wyjaśniła, że „do podjęcia kroków dyscyplinarnych, które mogłyby zapobiec szerzeniu się skandalu wśród wiernych, miejscowego biskupa diecezjalnego upoważnia prawo kanoniczne, zwłaszcza kanon 392 i 763 Kodeksu Prawa Kanonicznego”.

## Publikacje
- Przerywam zmowę milczenia. O kryzysie w Kościele, herezji, apostazji i grzechach zaniedbania, Warszawa 2018. (ISBN 978-83-86535-82-8);
- Trzeba ratować Kościół, Warszawa 2019. (ISBN 978-83-86535-90-3);
- Słowo na trudny czas. Różaniec na trudny czas, Warszawa 2021. (ISBN 978-83-86535-94-1);
- Sekta Bergoglio. Potrzebna kontrrewolucja katolicka, Warszawa 2021. (ISBN 978-83-86535-98-9).

## Odznaczenie
- Krzyż Komandorski Orderu Zasługi Rzeczypospolitej Polskiej (2011)[6]. W trakcie odznaczenia abp Lenga był obywatelem Kazachstanu, legitymującym się Kartą Polaka. Order otrzymał „za wybitne zasługi w działalności na rzecz środowisk polonijnych i krzewienie polskości w Kazachstanie”.